# Passô (Moimenta da Beira)
Passô é uma povoação portuguesa sede da Freguesia de Passô do Município de Moimenta da Beira, freguesia com 3,17 km² de área e 287 habitantes (censo de 2021), tendo, por isso, uma densidade populacional de 90,5 hab./km².
A principal povoação da freguesia e sua sede é a aldeia de Passô. 
Passô foi vila e sede de um pequeno concelho extinto em 1834. Era constituído por uma freguesia e tinha, em 1801, 410 habitantes. Aquando da extinção passou a pertencer ao também extinto concelho de Leomil.

## Demografia
A população registada nos censos foi:
| Distribuição da População por Grupos Etários | Distribuição da População por Grupos Etários | Distribuição da População por Grupos Etários | Distribuição da População por Grupos Etários | Distribuição da População por Grupos Etários |
| -------------------------------------------- | -------------------------------------------- | -------------------------------------------- | -------------------------------------------- | -------------------------------------------- |
| Ano                                          | 0-14 Anos                                    | 15-24 Anos                                   | 25-64 Anos                                   | > 65 Anos                                    |
| 2001                                         | 82                                           | 79                                           | 186                                          | 96                                           |
| 2011                                         | 46                                           | 42                                           | 167                                          | 88                                           |
| 2021                                         | 20                                           | 28                                           | 146                                          | 93                                           |

## Património
- Igreja Paroquial de Passô;
- Capela de São Pedro;
- Capela de Santa Margarida;
- Capela de São Miguel;
- Capela de Nossa Senhora da Ajuda;
- Pelourinho do Passô.